# The Core
The Core er en amerikansk science fiction-katastrofefilm fra 2003 instrueret af Jon Amiel. Filmen fokuserer på et hold, hvis mission er at bore til midten af Jorden og igangsætte en række nukleare eksplosioner for at genstarte rotationen af Jordens kerne. Filmen blev udgivet den 28. marts 2003.